# Balmoral (album)

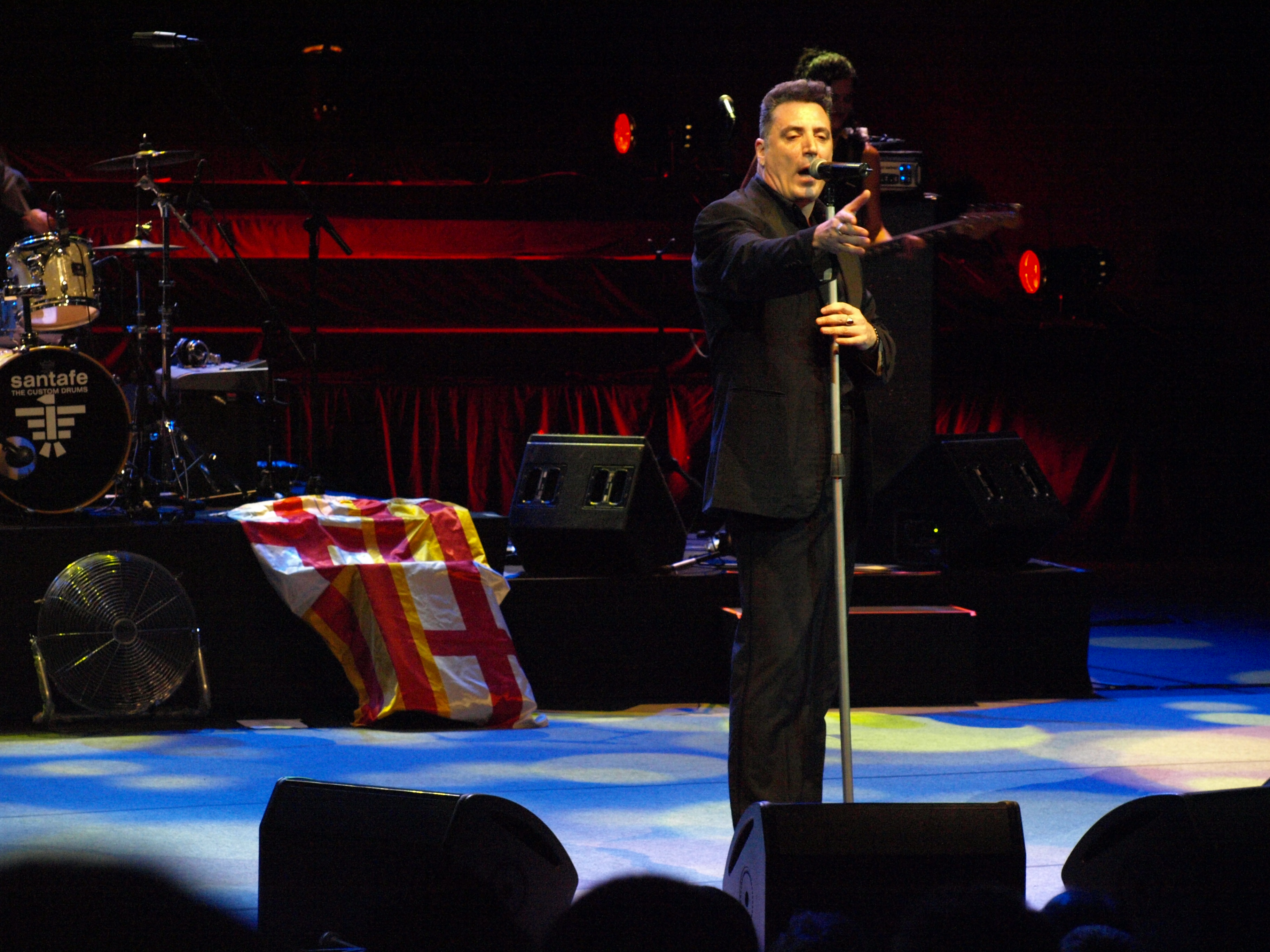
Loquillo lors d'un concert à l'Auditorium de Barcelone en septembre 2008 dans le cadre de la tournée pour promouvoir son album Balmoral.

Pour les articles homonymes, voir Balmoral.
 (avril 2017).
Si vous disposez d'ouvrages ou d'articles de référence ou si vous connaissez des sites web de qualité traitant du thème abordé ici, merci de compléter l'article en donnant les références utiles à sa vérifiabilité et en les liant à la section « Notes et références ».
Albums de Loquillo
The Platinum Collection
(2007) Su nombre era el de todas las mujeres
(2011)
Balmoral est un album solo du chanteur de rock espagnol José María Sanz Beltrán, plus connu sous le nom de Loquillo, sorti en 2008, après la séparation définitive du groupe de rock qui l'a accompagné durant 30 ans : Los trogloditas.

## Présentation
Pour la création de l'album, produit par Jaime Stinus (es), le musicien travaille 3 ans et demi et, selon ses propres dires, obtient « un album adulte, et peut-être nostalgique évoquant une époque, une génération ».
En outre, l'artiste affirme que, sur cet album, « sont réunis, pour la première fois, mes deux personnages, le rocker et celui qui chante de la poésie et du jazz ».
En dehors de Loquillo, les paroles sont l'œuvre d'auteurs comme Gabriel Sopeña (es), Igor Paskual (es), Jaime Stinus, Carlos Segarra (es) (Los Rebeldes), Jaime Urrutia (es) (Gabinete Caligari), Luis Alberto de Cuenca (es) et Sabino Méndez (es) lui-même.
L'album bénéficie de la participation du célèbre rocker français Johnny Hallyday qui collabore sur Cruzando el paraíso.
Le titre de l'album est un hommage à un bar à cocktails madrilène, qui a fermé ses portes, fréquenté par des artistes et des intellectuels où des rassemblements ont été improvisés et où le chanteur dit avoir passé 4 années de sa vie.

## Liste des titres
| 1.    | Balmoral                                   | J.M. Sanz, Sabino Méndez                            | 2:41 |
| 2.    | Memoria de jóvenes airados                 | J.M. Sanz, Susanna Koska, Igor Paskual              | 3:39 |
| 3.    | Linea Clara                                | J.M. Sanz, Jaime Stinus                             | 3:22 |
| 4.    | Sol                                        | Sabino Méndez                                       | 4:21 |
| 5.    | Hotel Palafox                              | J.M. Sanz, Igor Paskual                             | 3:46 |
| 6.    | Vintage                                    | J.M. Sanz, Jaime Stinus                             | 4:10 |
| 7.    | Cruzando el paraíso (avec Johnny Hallyday) | J.M. Sanz, Gabriel Sopena                           | 4:59 |
| 8.    | La vida es de los que arriesgan            | Gabriel Sopena, Juan Mari Montes                    | 3:44 |
| 9.    | La belle dame sans merci                   | J.M. Sanz, Igor Paskual                             | 3:04 |
| 10.   | Soy una cámara                             | J.M. Sanz, Carlos Segarra, Susana Koska             | 3:33 |
| 11.   | Canción del valor                          | Igor Paskual                                        | 3:39 |
| 12.   | Hermanos de sangre                         | J.M. Sanz, Gabriel Sopena                           | 5:26 |
| 13.   | Balmoral 2                                 | Luis Alberto De Cuenca, Jaime Urrutia, Jaime Stinus | 4:50 |
| 51:13 |                                            |                                                     |      |

| 1. | El creyente                | 4:21 |
| 2. | Tatuados                   | 2:39 |
| 3. | Cruzando el paraíso (solo) | 4:58 |

### Edición Especial Radio 3
Sortie le 17 mars 2009, un an après l'édition originale, cette édition Spéciale , inclus 2 titres bonus ainsi qu'un DVD.
La piste no 7, Cruzando el paraíso est en duo avec Andrés Calamaro, la version avec la collaboration de Johnny Hallyday est fournie en titre bonus.
Le DVD présente quatre clips, deux documentaires – Un antes y un después (sur l'enregistrement de Balmoral) et Los últimos de Balmoral (sur le bar qui a donné son nom à l'album) – et la performance que Loquillo et son groupe ont offert dans l'émission Los conciertos de la station de radio publique espagnole Radio 3.
| 14. | Cruzando el paraíso (avec Johnny Hallyday) |  |
| 15. | Sol (Rock remix)                           |  |

|     | 'Clips vidéo'                                     |  |
| 1.  | Cruzando el paraíso                               |  |
| 2.  | Sol                                               |  |
| 3.  | Memoria de jóvenes airados                        |  |
| 4.  | Línea clara                                       |  |
|     | 'Documentaires'                                   |  |
| 5.  | Un antes y un después (dirigé par Mario Viñuela)  |  |
| 6.  | Los últimos de Balmoral (dirigé par Susana Koska) |  |
|     | 'Los conciertos de Radio 3'                       |  |
| 7.  | Balmoral                                          |  |
| 8.  | Linea clara                                       |  |
| 9.  | Tatuados                                          |  |
| 10. | Cruzando el paraíso                               |  |
| 11. | Memoria de jóvenes airados                        |  |

## Crédits
Membres du groupe
- Loquillo : chant (leader)
- Laura Gómez Palma : basse
- Laurent Castagnet : batterie
- Igor Paskual, Jaime Stinus : guitare

Production
- Jaime Stinus : production